# Le Twist du canotier
 (novembre 2016).
Si vous disposez d'ouvrages ou d'articles de référence ou si vous connaissez des sites web de qualité traitant du thème abordé ici, merci de compléter l'article en donnant les références utiles à sa vérifiabilité et en les liant à la section « Notes et références ».
Le Twist du canotier est une chanson française de Georges Garvarentz pour la musique et Noël Roux pour les paroles, créée en 1962 par Maurice Chevalier et Les Chaussettes noires.

## Histoire
Le Twist du canotier rassemble deux générations de la chanson française : Maurice Chevalier, alors le plus fameux artiste populaire du music-hall français, réputé dès les années folles, reconnaissable à son célèbre canotier, et Les Chaussettes noires, tout jeune groupe de rock, adepte d'une musique en vogue venue d'Amérique, le twist.